# King (альбом)
King (с англ. — «Король») — четвёртый студийный альбом итальянской симфоник-дэт-метал-группы Fleshgod Apocalypse, выпущенный 5 февраля 2016 года на лейбле Nuclear Blast. King — последний альбом группы, записанный при участии вокалиста и гитариста Томмасо Риккьярди перед его уходом в октябре 2017 года. Альбом является концептуальным. На песни «The Fool» и «Cold As Perfection» были сняты клипы. В целом, King получил благоприятные отзывы.

## История создания
16 июня 2015 года стало известно, что группа работает над новым концептуальным альбомом, а также была названа примерная дата выхода — начало 2016 года.
12 ноября группа представила обложку альбома, прокомментировав: «Это произведение искусства — ничто иное, как картина старого мира, идущего к концу. Король представляет собой последний оплот честности и справедливости в мире, кишащем предателями, злодеями, извращенцами, паразитами и проститутками. В эпоху, которая больше похожа на Средневековье, чем на XXI век, мы почувствовали необходимость выразить своё возмущение постоянной утратой ценностей и презрение к посредственности и коммерческому использованию народных легенд».
Для гитариста Томмасо Риккьярди этот альбом стал последним: в октябре 2017 года он покинул коллектив.
Альбом записывался в студиях Kick Recording и 16th Cellar в Риме. Сведением занимался Йенс Богрен (Amon Amarth, At The Gates, Arch Enemy) в студии Fascination Street Studio в Эребру, Швеция. Художественным оформлением альбома занимался Элиран Кантор, известный по работе с Testament, Iced Earth и Kataklysm.

## Продвижение
28 декабря 2015 года был выпущен первый сингл «The Fool». «„The Fool“ — одна из самых сумасшедших песен в альбоме, и мы подумали, что этот трек будет идеальным способом для людей познакомиться с нашей новой работой. Песня бескомпромиссная, и благодаря персонажу, о котором она рассказывает, у нас была возможность затронуть глубокую тему, которая касается всех нас» — комментирует группа.
Второй сингл, «Gravity», был выпущен 22 января 2016 года. На песню было снято лирик-видео.
3 февраля был выпущен третий сингл «Cold As Perfection». Клип на песню был снят на Villa Delle Sophore 16 & 4 в Кортоне, Италия. Ударник группы, Франческо Паоли, который снял клип вместе с Сальваторе Перроне, пишет: «Возраст, старение и его печальные реалии, потеря взаимосвязей между физическим и ментальным состоянием, — вот о чём эта история».
Релиз альбома состоялся 5 февраля 2016 года.

## Концепция
В интервью журналу Decibel вокалист и гитарист Томмасо Риккьярди рассказал о концепции альбома:
King рассказывает о древнем мире, который постепенно приходит к концу. Сам король — это, в некотором смысле, единственный положительный персонаж всей истории. Он олицетворяет собой справедливость, честность и мудрость, которые постепенно разъедаются распространяющимися повсюду невежеством и посредственностью. Мы подумали, что это может стать прекрасным способом описать наше негодование по поводу неудержимого упадка нашего собственного общества в эпоху, которая больше смахивает на Средневековье, чем на 21 век. Очевидно, что в этой истории есть и позитивное послание: Король может быть внутри каждого из нас. Только от нас зависит, осознаем ли мы его и найдем ли в себе мужество отстаивать то, во что мы верим.

Оригинальный текст (англ.)King is about an old world that is slowly coming to an end. The King himself is, in a way, the only positive character of the whole story. He represents justice, integrity and wisdom that are slowly being corroded by ignorance and mediocrity spreading everywhere. We thought this could be a perfect way to describe our indignation about the unrestrainable downfall of our own society in an era that looks more like the Middle Ages rather than the 21st century. Obviously, in this story there is a positive message: that King could be inside everyone of us. It’s up to us to recognize him and find the courage to stand for what we believe in.

## Отзывы критиков
| Оценки критиков | Оценки критиков |
| Источник        | Оценка          |
| --------------- | --------------- |
| About.com       | [ 13 ]          |
| Exclaim!        | [ 14 ]          |
| metal.de        | [ 15 ]          |
| Metal Hammer    | [ 16 ]          |
| Metal Injection | [ 17 ]          |
| Rock Hard       | [ 18 ]          |

Альбом в целом получил положительные отзывы. Том Дейр из Metal Hammer оценил альбом в 3 балла из 5 и написал, что Fleshgod Apocalypse «приуменьшили свою самобытность и потеряли то, что делало их хорошими» и назвал альбом «посредственным». По словам рецензента Rock Hard Михаэля Рензена, группа переусердствовала со смешением техничного дэт-метала с симфоническими элементами настолько, что не получилось ни одной целостной песни. Нейт из Metal Injection, наоборот, считает, что King — «самый переломный релиз группы», и что это лучший альбом Fleshgod Apocalypse. Дениз Фалзон из Exclaim! поставила альбому 7 баллов из 10 и написала, что King тщательно продуман и хорошо исполнен, сочетая в себе потрясающие оркестровые элементы с разрушительной скоростью и агрессивностью дэт-метала. Рецензент About.com Дэн Драго написал, что продолжая двигать симфонический дэт-метал вперёд, Fleshgod Apocalypse начинают устанавливать стандарты, к которым должен стремиться жанр.
Альбом занял 12 место в списке 20 лучших альбомов 2016 года по версии Райли Роува из Metal Injection.

## Список композиций
| №                   | Название                                    | Длительность |
| ------------------- | ------------------------------------------- | ------------ |
| 1.                  | «Marche Royale»                             | 1:58         |
| 2.                  | «In Aeternum»                               | 5:26         |
| 3.                  | «Healing Through War»                       | 4:43         |
| 4.                  | «The Fool»                                  | 4:06         |
| 5.                  | «Cold As Perfection»                        | 6:31         |
| 6.                  | «Mitra»                                     | 3:49         |
| 7.                  | «Paramour (Die Leidenschaft Bringt Leiden)» | 3:43         |
| 8.                  | «And the Vulture Beholds»                   | 5:13         |
| 9.                  | «Gravity»                                   | 5:12         |
| 10.                 | «A Million Deaths»                          | 5:27         |
| 11.                 | «Syphilis»                                  | 7:22         |
| 12.                 | «King»                                      | 3:59         |
| Общая длительность: | Общая длительность:                         | 57:29        |

| №                   | Название                                       | Длительность |
| ------------------- | ---------------------------------------------- | ------------ |
| 1.                  | «Marche Royale» (Оркестровая версия)           | 1:58         |
| 2.                  | «In Aeternum» (Оркестровая версия)             | 5:26         |
| 3.                  | «Healing Through War» (Оркестровая версия)     | 4:43         |
| 4.                  | «The Fool» (Оркестровая версия)                | 4:06         |
| 5.                  | «Cold As Perfection» (Оркестровая версия)      | 6:31         |
| 6.                  | «Mitra» (Оркестровая версия)                   | 3:49         |
| 7.                  | «And the Vulture Beholds» (Оркестровая версия) | 5:13         |
| 8.                  | «Gravity» (Оркестровая версия)                 | 5:12         |
| 9.                  | «A Million Deaths» (Оркестровая версия)        | 5:27         |
| 10.                 | «Syphilis» (Оркестровая версия)                | 7:22         |
| Общая длительность: | Общая длительность:                            | 49:44        |

## Участники записи
| Fleshgod Apocalypse - Томмасо Риккьярди — вокал, ритм-гитара - Кристиано Трионфера — соло-гитара - Паоло Росси — бас-гитара, вокал - Франческо Паоли — ударные, бэк-вокал, гитара - Франческо Феррини — пианино, оркестровки - Вероника Бордаччини — оперный вокал | Приглашённые музыканты - Нейт Кантнер — вокал Технический персонал - Йенс Богрен — сведение, мастеринг - Марко Мастробуоно — звукоинженер - Элиран Кантор — обложка |

## Позиции в чартах
| Чарт (2016)                 | Высшая позиция |
| --------------------------- | -------------- |
| Бельгия/Фландрия (Ultratop) | 180            |
| Бельгия/Валлония (Ultratop) | 196            |